# Acquigny
 Acquigny  es una población y comuna francesa, en la región de Alta Normandía, departamento de Eure, en el distrito de Les Andelys y cantón de Louviers-Sud.

## Demografía
| 961 | 975 | 1006 | 1055 | 1292 | 1438 |
| Para los censos de 1962 a 1999 la población legal corresponde a la población sin duplicidades (Fuente: INSEE [Consultar]) |     |      |      |      |      |